# Joseph Seligman
Joseph Seligman (1819–1880) est un important banquier et homme d'affaires américain. Né à Baiersdorf en royaume de Bavière, il émigre aux États-Unis à l'âge de 18 ans. Avec ses frères, il crée la banque J. & W. Seligman & Co. (en), qui rapidement ouvre des bureaux à New York, San Francisco, La Nouvelle-Orléans, Londres, Paris et Francfort-sur-le-Main. 
Pendant le Gilded Age qui suit la guerre de Sécession, la banque J. & W. Seligman & Co. Investit abondamment dans la finance ferroviaire, et agit principalement comme courtier lors des transactions réalisées par Jay Gould. Ils sont garants des nantissements d'un grand nombre de sociétés, participant aux émissions d'actions et d'obligations dans le domaine du ferroviaire, de la sidérurgie et du câblage. Ils garantissent des investissements réalisés en Russie et au Pérou, participent à la création de la Standard Oil Company, investissent dans des chantiers navals, des mines, dans la construction de ponts, dans la fabrication de bicyclettes et dans de très nombreuses autres industries. Plus tard, en 1876, les Seligman s'associent avec la famille Vanderbilt pour créer des entreprises de service public à New York. En 1877, Joseph Seligman est impliqué dans l'un des incidents antisémites les plus médiatiques de l'histoire américaine, en se voyant refuser l'entrée du Grand Union Hotel à Saratoga Springs dans l'État de New York, par Henry Hilton.

## Enfance
Encore enfant, Seligman travaille au magasin de produits secs de sa mère. Le jeune Joseph se fait un peu d'argent en échangeant contre une petite rémunération les différentes monnaies issues des différents États allemands.  
Le père de Joseph souhaite qu'il entre plus tard dans le commerce familial de la laine, mais les affaires se détériorent puisqu'une grande quantité de paysans, principaux clients du père Seligman, quittent les zones rurales pour s'installer dans les agglomérations. Les conditions économiques se dégradent à Baiersdorf. 
À 14 ans, Seligman suit des cours à l'université d'Erlangen, et à 17 ans, il embarque à Brême pour les États-Unis.  

## Arrivée en Amérique
Seligman s'installe tout d'abord à Mauch Chunk en Pennsylvanie, où il travaille comme commis et comptable chez Asa Packer qui deviendra plus tard membre de la Chambre des représentants. Son salaire est alors de 400$ par an.
En utilisant ses économies, Seligman commence à vendre des produits tels que de la bijouterie, de la coutellerie etc., en faisant du porte à porte dans la Pennsylvanie rurale, évitant ainsi aux fermiers isolés de se rendre en ville. Ayant épargné 500$, il fait venir d'Allemagne ses frères William et James, qui se joignent alors à lui pour le colportage.  
Les Seligman rencontrent quelques réactions antisémites dans leurs contacts avec les Américains de souche, mais cela ne les freinent pas dans leurs affaires.

## Guerre de Sécession
Pendant la guerre de Sécession, Seligman est responsable de l'aide financière aux troupes de l'Union, en mettant à leur disposition une somme de 200 000 000$ en obligations. L'historien américain William Dodd écrira : « Cette prouesse est à peine moins importante que la bataille de Gettysburg ».
D'autres historiens ont indiqué que le rôle de Seligman dans le financement de la guerre par des obligations avait été exagéré. Selon Stephen Birmingham, Seligman a été contraint d'accepter du gouvernement les Seven-Thirties bonds (obligations à 7,30 % d'intérêt) comme paiement des uniformes livrés par ses usines. Les défaites de l'Union et le taux d'intérêt étrangement élevé atténuèrent la confiance en ces obligations et les rendirent difficiles à négocier.

## Banque J. & W. Seligman & Co, et les chemins de fer
Seligman fait plusieurs investissements dans les chemins de fer, comme le Missouri Pacific Railroad, le Atlantic and Pacific Railroad, le South Pacific Coast Railroad et le Missouri-Kansas-Texas Railroad. Ils aident aussi à financer la première ligne ferroviaire aérienne de New York.
Les projets des Seligman dans le ferroviaire ne furent pas toujours rentables. Par exemple, ils achètent de la terre dans l'Arizona pour construire une voie ferrée pour le transport du bétail par le Atlantic and Pacific Railroad, mais l'aridité de l'Arizona rendit la construction de cette ligne irréalisable pour ce projet. Une ville de l'Arizona porte encore le nom de Seligman.  

### L'emprunt de guerre
Le président américain Ulysses S. Grant, qui s'était lié d'amitié avec Seligman quand celui-ci était premier-lieutenant près de Watertown dans l'État de New York, fit appel à Seligman pour occuper le poste de secrétaire du Trésor des États-Unis, mais celui-ci déclina l'offre, probablement en raison de sa timidité. George S. Boutwell accepta le poste et eut des conflits avec les Seligman. 
En 1877, le président américain Rutherford Birchard Hayes demanda à Seligman, à August Belmont, Sr. et à un certain nombre de banquiers de New York de se rendre à Washington, pour planifier un refinancement de la dette de la guerre de Sécession. Chaque banquier soumit un plan de refinancement, mais le secrétaire du Trésor, John Sherman, accepta le plan de Seligman comme étant le plus pratique. Il consiste à mettre en gage des réserves d'or correspondant à 40 % des greenbacks (monnaie papier) en circulation par la vente d'obligations.

## L'affaire Seligman–Hilton
En 1877, le juge Henry Hilton, propriétaire du Grand Union Hotel à Saratoga Springs dans l'État de New York, refuse l'accès de son hôtel à Seligman et à sa famille, sous prétexte qu'ils sont juifs, créant une controverse à l'échelle nationale. C'est le premier incident antisémite de cette sorte aux États-Unis à obtenir une aussi large publicité. 

### Le contexte
Pendant les années 1870, plusieurs incidents ont conduit Alexander Turney Stewart, un prospère entrepreneur d'origine irlandaise, à s'opposer à Seligman, bien que ces deux hommes aient siégé ensemble au conseil d'administration de la New York Railway Company, dont le président était le juge Henry Hilton, un membre de la bande de Tweed (Tweed Ring), un homme politique impliqué dans de nombreuses affaires de corruption.
Le premier incident trouve son origine dans le refus par Seligman du poste de secrétaire du Trésor. Steward, qui est l'ami du président Grant se voit alors proposer le poste. Mais comme il est en relation avec Henry Hilton et qu'Hilton est membre du Tammany Hall, une organisation dirigée par l'escroc Tweed, le Sénat refuse de le confirmer. 
Seligman est invité à rejoindre le comité des soixante-dix, un groupe d'habitants de New York regroupé pour combattre la bande de Tweed. En représailles, Steward et sa compagnie arrêtent de faire des affaires avec Seligman.

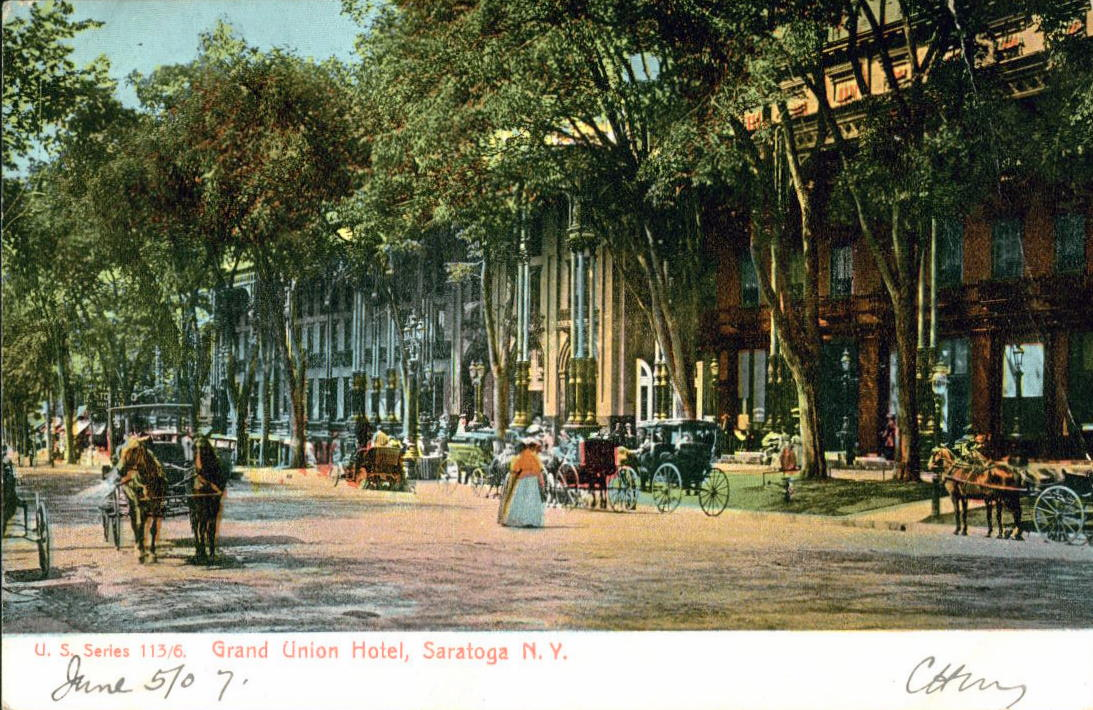
Le Grand Union Hotel vers 1870.

Steward décède en 1876, en ayant confié à Hilton la gestion de ses biens, à l'époque la plus importante fortune jamais enregistrée aux États-Unis. 
Ses biens comprennent entre autres, deux millions de dollars de capital dans le Grand Union Hotel de Saratoga ainsi que le grand magasin A. T. Stewart sur Astor Place au sud de Manhattan. Hilton lui-même est furieux contre Seligman, car celui-ci ne l'avait pas invité au repas donné en l'honneur du président Grant lors de son élection à la présidence. 

### L'incident
Après avoir aidé à refinancer la dette de guerre à Washington, Seligman décide de prendre des vacances en famille au Grand Union Hotel de Saratoga, un hôtel de 834 chambres, où il avait déjà séjourné auparavant. Saratoga Springs, à l'époque est une station de vacances très prisée par les riches New Yorkais et le  Grand Union Hotel est le meilleur hôtel disponible.
Néanmoins, déjà avant 1877, l'hôtel souffrait d'une baisse de fréquentation. Stewart et après sa mort son directeur Hilton, sont persuadés que la raison de ce déclin est due à la présence d'« Israélites » dans l'hôtel et que d'après eux, les Chrétiens refusent de se rendre dans un hôtel acceptant les Juifs. Seligman se voit donc interdire de rester à l'hôtel. 
Les historiens ne sont pas d'accord  sur un point : est-ce que la famille Seligman fut physiquement chassée de l'hôtel, ou leur a-t-on dit de ne pas venir ou leur a-t-on indiqué qu'il ne devait plus s'y rendre. Mais le fait est que les Seligman ont ressenti que leur présence à l'hôtel n'étaient pas désirée et qu'ils ne seraient pas tolérés du tout.  

### Les suites de l'incident
L'incident crée beaucoup de controverses. The New York Times, le 19 juin 1877,  publie un en-tête en caractères majuscules :   
« SENSATION A SARATOGA

NOUVELLES REGLES POUR LE GRAND UNION
PAS DE JUIFS ADMIS. MR SELIGMAN
LE BANQUIER ET SA FAMILLE RENVOYÉS
SA LETTRE A MR HILTON
RASSEMBLEMENT DES AMIS DE SELIGMAN
UN MEETING D'INDIGNATION VA SE TENIR »
Un mois plus tard, The New York Times divulgue une lettre du juge Hilton dans laquelle il indique à un ami « que tant que la loi le permet… on peut disposer de ses biens comme il nous plait et j'envisage d'exercer ce privilège sacré, quelles que soient les objections de Moïse et de tous ses descendants ».
Cet incident devient un feuilleton à sensation aux États-Unis. Seligman et Hilton reçoivent tous les deux des menaces de mort. Un groupe d'amis de Seligman organisent un boycott contre les sociétés A.T. Stewart, les conduisant éventuellement à leur faillite suivie par leur rachat par John Wanamaker. Ceci conduit Hilton à promettre la somme de 1 000 dollars à des fonds de charité juifs, un geste immédiatement raillé par le journal satirique Puck.     
Hilton est aussi fustigé par le célèbre pasteur abolitionniste Henry Ward Beecher (qui connaissait Seligman) dans un sermon intitulé Gentil et Juif.  Après avoir loué le caractère de Seligman, Beecher confie : « Quand j'ai appris l'offense inutile lancée contre Mr. Seligman, j'ai ressenti qu'aucune autre personne n'aurai pu être choisie pour me faire comprendre l'injustice de façon plus visible que lui ».
Que Seligman ai voulu ou non, rendre publique l'affaire afin de mettre en évidence l'antisémitisme croissant en Amérique, le battage médiatique autour de l'affaire a conduit d’autres hôteliers à exclure les Juifs en placardant des avis indiquant : « Hebrews need not apply » ou « Hebrews will knock vainly for admission ».

## La famille Seligman
Joseph Seligman a comme frères et sœurs, par ordre de naissance : William (né Wolf), James (né Jacob), Jesse (né Isaias), Henry (né Hermann), Leopold (né Lippmann), Abraham, Isaac, Babette, Rosalie et Sarah. 
Joseph Seligman se marie avec sa cousine Babet Steinhardt en 1848 à Baiersdorf. Ils auront cinq fils, David, George Washington, Edwin Robert Anderson Seligman qui deviendra professeur d'économie à l'université Columbia, Isaac Newton Seligman qui reprendra les affaires de son père après sa mort, et Alfred Lincoln, ainsi que quatre filles Frances, Sophie et deux autres. 

## Honneurs posthumes
Le 27 septembre 1880, la ville de Roller's Ridge (ou Herdsville) dans le Missouri, prend le nom de Seligman, en l'honneur de Joseph Seligman et en reconnaissance des bénéfices apportés à la commune par le chemin de fer. En remerciement, Babet Seligman fait le don d'un terrain d'une acre et de 500 dollars pour la construction d'une église, qui existe toujours près du centre-ville de Seligman.